# 쾨켄호프

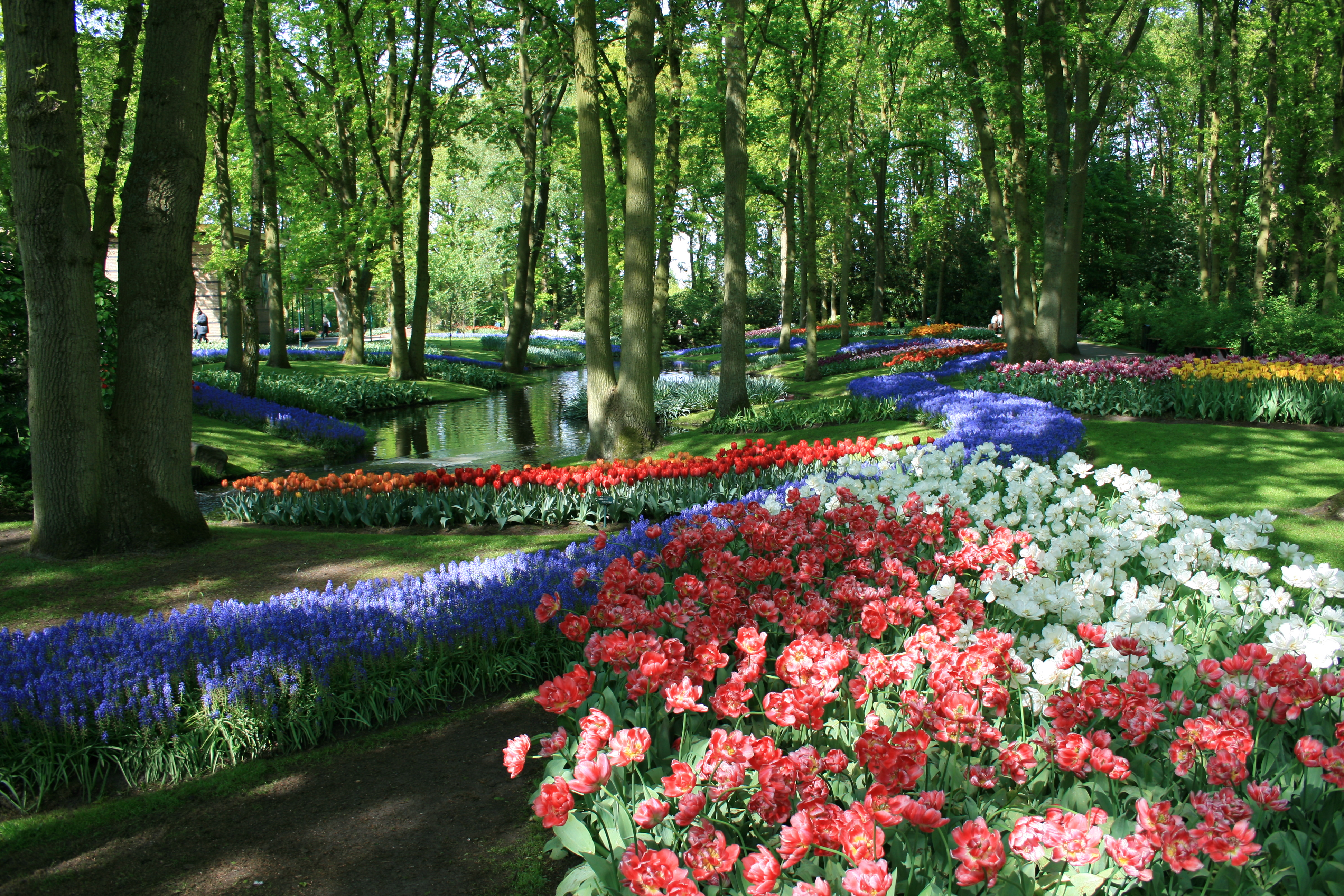
쾨켄호프

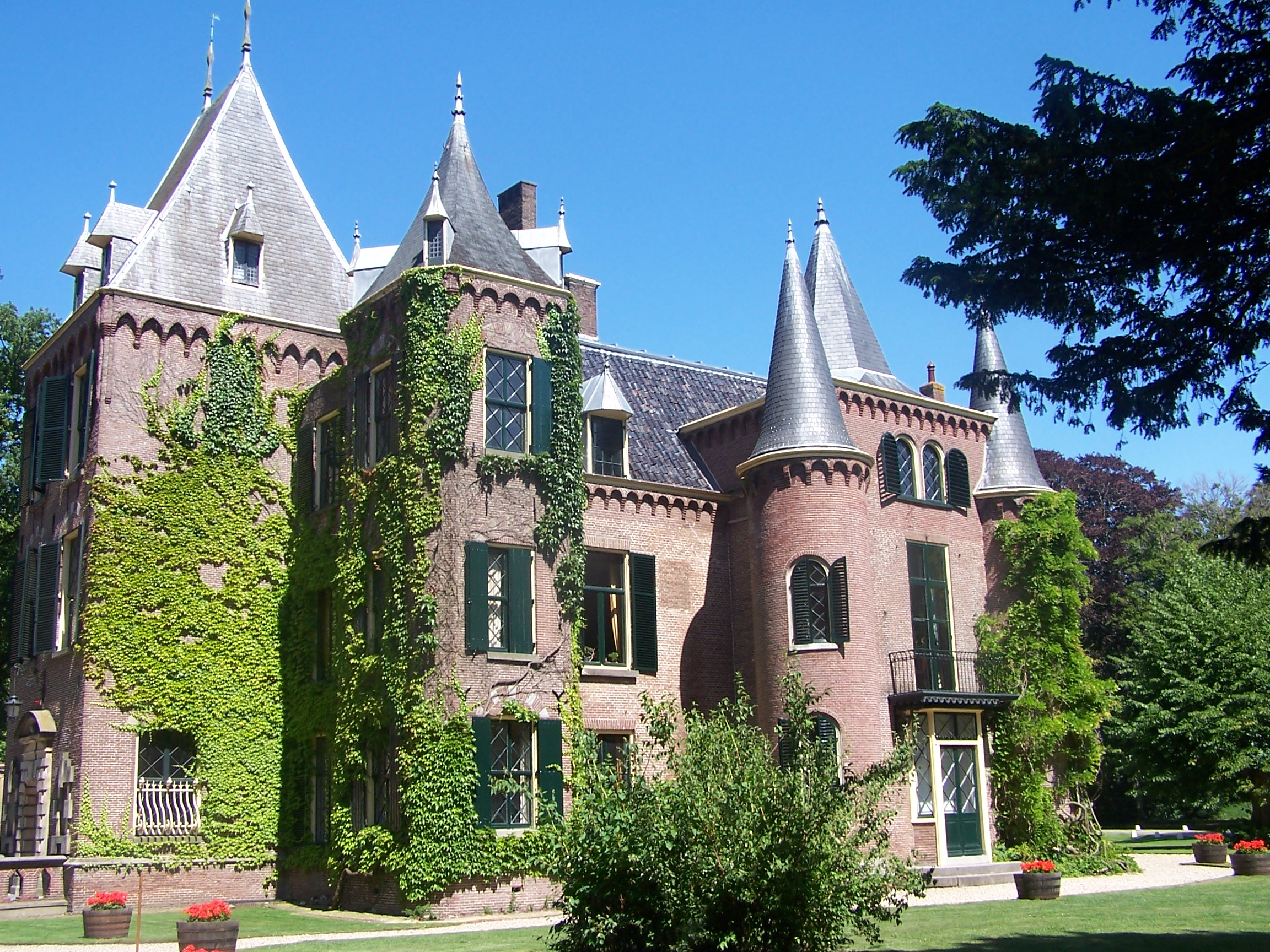
쾨켄호프 성

쾨켄호프(네덜란드어: Keukenhof)는 네덜란드 자위트홀란트주 리서에 위치한 정원으로 면적은 32 헥타르(ha)이다. 쾨켄호프는 네덜란드어로 '부엌 정원'을 뜻한다. "유럽의 정원"이라는 별칭을 갖고 있으며 정원에 심은 꽃의 구근은 매년 700만 개에 달한다. 3월 중순부터 5월 중순까지 운영하며 튤립이 피는 4월 중순에는 많은 관광객들이 몰린다.
쾨켄호프는 사우스홀란드 지방, 하를렘 남쪽, 암스테르담 남서쪽의 "사구 및 전구 지역"(Duin-en Bollenstreek)이라고 불리는 지역에 위치하고 있다. 하를렘(Haarlem), 라이덴(Leiden) 기차역과 스키폴(Schiphol) 기차역에서 버스를 타고 올 수 있다. 사적인 일과 축제를 위해 연중무휴로 부지를 개방하지만, 쾨켄호프는 3월 중순부터 5월 중순까지 세계적으로 유명한 8주간의 튤립 전시를 위해 일반 대중에게만 개방되며, 절정기는 4월 중순쯤에 도착한다. 매년 바뀌는 성장기 날씨에 따라. 2019년에는 150만 명이 쾨켄호프를 방문했는데, 이는 하루 방문객 26,000명에 해당한다. 이에 비해 암스테르담 국립미술관은 하루 평균 8,000명의 방문객을 수용한다. 에프텔링(Efteling)은 14,000명을 수용한다.

## 정원
매년 가을, 40명의 정원사가 100명이 넘는 식물재배자들이 공원에 기부한 700만 개의 구근을 심는다. 식재는 10월 초에 시작하여 대개 신터클라스 주변인 12월 5일까지 완료된다. 화단은 공원이 개장하는 8주 동안 꽃이 피어날 수 있도록 다양한 구근 개화와 동기화된다. 지속적인 개화를 보장하기 위해 각 위치에 세 개의 구근을 심는다. 가장 얕은 구근이 3주 동안 먼저 피어나고 그 다음 층이 피어난다.
쾨켄호프에는 튤립 정원 외에도 다양한 정원이 있다. 영국식 조경 정원은 구불구불한 길과 투명한 풍경을 자랑한다. 역사적 특징을 지닌 벽으로 둘러싸인 지역은 다양한 종류의 기록을 보유하고 있다. 자연 정원에는 관목과 다년생 식물이 구근 식물과 결합되어 있다. 일본 시골 정원은 자연 환경에 있는 비전통적인 정원이다. 4개의 파빌리온에는 회전식 전시와 꽃 전시가 있다.

### 방문객
| 연도 | 방문객    |      | 연도      | 방문객 |
| ---- | --------- | ---- | --------- | ------ |
| 2008 | 835,000   | 2015 | 1,175,000 |        |
| 2009 | 850,000   | 2016 | 1,143,000 |        |
| 2010 | 800,000   | 2017 | 1,400,000 |        |
| 2011 | 884,000   | 2018 | 1,400,000 |        |
| 2012 | 875,000   | 2019 | 1,500,000 |        |
| 2013 | 849,000   | 2020 | 0         |        |
| 2014 | 1,020,000 |      | 2021      | 30,000 |